# Gagea nakaiana
Gagea nakaiana là một loài thực vật có hoa trong họ Liliaceae. Loài này được Kitag. miêu tả khoa học đầu tiên năm 1939.